# 新路岙水库
新路岙水库是中国浙江省宁波市北仑区境内的一座水库，建于1964年。水库正常库容为1072万立方米，集雨面积为24平方千米，海拔为75米。